# Iconoclasts
Iconoclasts (укр. «Іконоборці») — відеогра в жанрі пригодницького екшн-платформеру, розроблена Йоакімом «Конняку» Сандберґом і випущена видавцем Bifrost Entertainment.

## Ігровий процес
Відеогра поєднує в собі бій у двовимірному просторі з використанням пістолета та вирішення головоломок з використанням гайкового ключа. Гравець досліджує світ, збирає компоненти для «Вдосконалень» (Tweaks), що додають або поліпшують певні здібності персонажа, і бореться з роботоподібними босами.

## Сюжет
Головна героїня Робін живе у світі, де уряд контролює злісна релігійна організація «Єдина справа» (англ. One Concern), яку очолює особа відома як Мати. Організація ліцензує механіків для роботи зі «слоновою кісткою» (Ivory) — джерелом енергії, на якому працюють машини. Робін наївна й, незважаючи на те, що є механіком-самоучкою, завжди готова допомогти людям. Зрештою солдати «Єдиної справи» відстежують її та намагаються вбити. Робін вимушена втекти й разом зі спільниками розпочинає боротьбу проти цієї організації, паралельно розкриваючи секрети конаючої планети.

## Розробка гри
Відеогра повністю розроблялася однією людиною, Йоакімом Сандберґом, з 2010-го року, тобто загалом 8 років. Спочатку гра мала назву Ivory Springs. Про розробку стало відомо 2011-го року, а у 2015-му було заявлено про випуск на платформах PlayStation 4 та PlayStation Vita за допомоги Bifrost Entertainment. У 2017 році датою виходу гри було оголошено 23 січня 2018 року. 2 серпня 2018 року гра вийде для Nintendo Switch, а 23 січня 2020 року - для Xbox One. 20 жовтня 2020 року вийшла версія для Amazon Luna. Гра використовує рушій Construct Classic як рушій. На офіційному сайті гри випущено демо-версію. Саундтрек, написаний Йоакімом Сандбергом, вийшов 1 лютого 2018 року.